# Opéra d'État de Prague

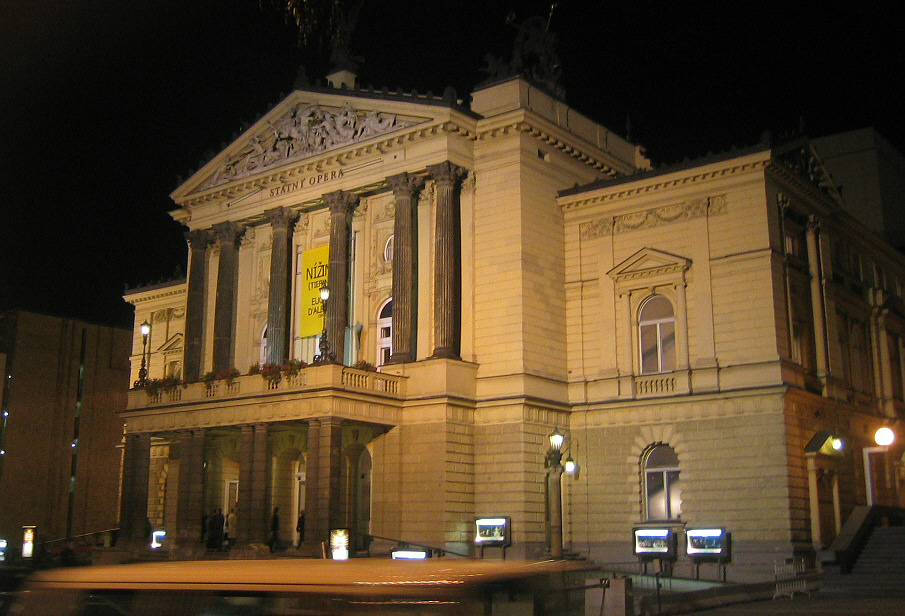
Opéra d'État à Prague.

L’Opéra d’État de Prague (Státní opera) est un opéra de 1041 places situé à Prague, en Tchéquie. Il abrite une troupe de ballet et d'opéra parmi les plus reconnues en Europe. À ne pas confondre avec le Théâtre des États de Prague.

## Histoire
L'histoire culturelle en général et musicale en particulier de la Bohême puis de la Tchécoslovaquie, n'aurait pas été si riche s'il n'y avait eu cette compétition rampante entre les deux nations tchèque et allemande pour la suprématie économique, politique et culturelle du pays. Avant l'édification du Théâtre national, en 1881, les artistes tchèques et allemands se partageaient le théâtre des États. Les Allemands, désireux de n'être pas en reste face aux efforts tchèques, sollicitèrent à leur tour, en 1883, l'autorisation d’édifier un Nouveau Théâtre allemand (Neuer Deutscher Theater) lequel sera achevé le 5 janvier 1888 sur les plans de l'architecte du Théâtre municipal de Vienne, Karl Hasenauer aux côtés de l'architecte pragois Alfons Wertmüller. 
Le Nouveau Théâtre allemand attire l'élite musicale de son temps. Citons entre autres : Gustav Mahler, Alexander Zemlinsky, Georg Szell, Richard Strauss, Enrico Caruso, Beniamino Gigli, Lilli Lehmann, Maria Jeritza, Leo Slezak, etc.
Le Nouveau Théâtre allemand s'auto-dissout en 1938, en tant qu'institution culturelle propre. 
Le bâtiment abrite désormais la troupe de l’opéra d'État de Prague (Státní opera Praha), qui, clin d'œil de l'histoire, est toujours en compétition avec la troupe d'opéra du Théâtre national.
Parmi les artistes ayant participé à la décoration de cet édifice figure le peintre décorateur fresquiste français  d'origine polonaise : Adrien Karbowsky.